# Džozerova piramida
Stepeničasta piramida je grobnica faraona Džozera u nekropoli Sakari, sjeverozapadno od Memfisa. Izgradio ju je Imhotep, kraljev vezir i svećenik, te prvi poznati arhitekt i umjetnik u povijesti.

## Opis
Ova egipatska piramida se sastoji od šest mastaba različite veličine sagrađenih jedna na drugoj što ukazuje da su bile očite revizije originalnog projekta. Nekad je stajala na visini od 62 m i bila prekrivena poliranim bijelim vapnencem. Smatra se jednom od najstarijih kamenih građevina.
Piramida nalikuje stubištu, jer se po egipatskoj religiji faraonova duša trebala popeti na nebo kako bi se sjedinila s bogom Raom.
Pogrebna je odaja načinjena od dobrog granita. Tijelo je ukradeno, a grobnica je opljačkana.
Glavni istraživač ove piramide bio je Jean-Phillipe Lauer.